# Dromicosuchus
Dromicosuchus (wat in het Oudgrieks 'vlot of snel wandelende krokodil' betekent) is een geslacht van uitgestorven Sphenosuchia, een soort basale crocodylomorf, de clade die de krokodilachtigen en hun naaste verwanten omvat. Het werd gevonden in de rotsen uit het Laat-Trias van North Carolina, Verenigde Staten, en is bekend van een bijna volledige schedel en gedeeltelijk skelet. Dit exemplaar is ongebruikelijk omdat het werd gevonden onder het skelet van een groter lid van de Rauisuchia en duidelijke bijtschade heeft, wat suggereert dat het werd aangevallen of althans aangevreten door de grotere carnivoor voordat beide stierven en samen werden begraven.

## Ontdekking
Het holotype van Dromicosuchus, UNC 15574, is een gedeeltelijk skelet inclusief een bijna volledige schedel en onderkaken, in verband liggende wervels van de atlas tot en met de tweede staartwervel, benige bepantsering van de rug, ribben en de dermale botten genaamd gastralia, gedeeltelijke schoudergordels, de meeste van de linkerarm en -achterpoot, en het rechteropperarmbeen, dijbeen en scheenbeen. Het werd gevonden met de fossielen van verschillende andere dieren in een steengroeve in Durham County, North Carolina, in blokken opgegraven door studenten van de University of North Carolina in Chapel Hill in de herfst van 1994. De fossielen kwamen uit moddersteen naast een rivierkanaal depot, in Lithofacies Association II van het Deep River-bekken, onderdeel van de uitgebreide Newark-supergroep, gedateerd als behorend tot ofwel het Laat-Carnien of Vroeg-Norien van het Laat-Trias. De typesoort is Dromicosuchus grallator. De soortaanduiding betekent in het Latijn 'iemand die op stelten loopt', verwijzend naar zijn lange slanke ledematen. Het taxon werd al in 1999 als een nieuw maar onbenoemd geslacht gemeld, een genus nova. Het werd benoemd en beschreven door Hans-Dieter Sues, Olsen, Carter en Scott in 2003.
Toen de studenten de blokken opgroeven, werden de fossielen voorlopig geïdentificeerd als overblijfselen van een groot, niet nader genoemd nieuw geslacht van poposauride Rauisuchia. Bij de preparatie werd echter ontdekt dat er het skelet van een kleinere archosauriër onder diens bekken lag en de botten van verschillende dieren als darminhoud in het rauisuchische fossiel bewaard waren: deze omvatten botten en schubben van de aetosauriër Stegomus, sommige met tandafdrukken; botten van de snuit, arm en schouder van de traversodonte cynodont Plinthogomphodon; kootjes van een dicynodont en een botfragment van een mogelijke temnospondyl. Bovendien had de kleine archosauriër, later Dromicosuchus genoemd, schade aan zijn nekpantser en onderkaak die lijkt te zijn veroorzaakt door rauisuchische tanden, misschien die van het dier dat erboven werd gevonden.

## Beschrijving van het specimen, UNC 15574
Het skelet van het type en enige bekende individu van Dromicosuchus is op dezelfde manier geproportioneerd als dat van Hesperosuchus agilis en de lengte van het dier wordt geschat op honderdtwintig tot honderddertig centimeter. De individuele leeftijd van het dier is niet helemaal duidelijk, omdat sommige botten waarvan normaal wordt verwacht dat ze bij volwassenen zijn vergroeid inderdaad zijn gefuseerd, maar andere misschien niet. De fusie van schouderblad en ravenbeksbeen suggereert dat het volwassen was. De schedel was lichtgebouwd en driehoekig en ongeveer vijftien centimeter lang. De oogkassen waren rond en ongeveer drie centimeter in diameter. Er waren vijf tanden per premaxilla (de praemaxillae zijn de gepaarde botten waaruit de snuit bestaat), twintig per maxilla (de maxillae zijn de gepaarde botten waaruit de zijkanten van de snuit bestaan) en een onbekend aantal in de onderkaak. De tanden verschilden enigszins van de punt van de snuit tot de wangen, met meer afgeplatte dwarsdoorsneden en sterkere rondingen in de wang. De derde of vierde tand van de onderkaak was aanzienlijk vergroot en paste in een inkeping in de bovenkaak tussen de premaxilla en maxilla.
Er waren minstens drieëntwintig wervels van de schedel tot aan de heupen. Negen of tien kunnen halswervels zijn geweest, de rest vormt de rug. Het bekken had twee wervels die hem verankerden. Twee rijen schubben liepen langs het midden van de rug, zoals bij andere basale crocodylomorfen. De ledematen zijn aan de linkerkant completer; de linkerbovenarm was negenentachtig millimeter lang en de linkerellepijp was honderdtwee millimeter lang, dus de onderarm was opvallend langer dan de bovenarm. De hand was klein. In de linkerachterpoot was het dijbeen honderdvierenveertig millimeter lang en het scheenbeen was honderddertig millimeter lang.

## Fylogenie
Sues en zijn collega's voerden een fylogenetische analyse uit en ontdekten dat hun nieuwe geslacht (geïdentificeerd als Dromaeosuchus in de diagrammen) gegroepeerd als een sphenosuchiër, mogelijk het dichtst stond bij Hesperosuchus en Kayentasuchus. Sphenosuchia is een slecht begrepen en controversiële clade van vroege verwanten van krokodillen, bekend uit het Laat-Trias en Jura, en het kan parafyletisch zijn, geen natuurlijke groep. Sues en collega's vonden een clade van Sphenosuchia in hun analyse, maar het werd zwak ondersteund.